# Lindy (Nebraska)
Lindy es un lugar designado por el censo ubicado en el condado de Knox en el estado estadounidense de Nebraska. En el Censo de 2010 tenía una población de 13 habitantes y una densidad poblacional de 5,01 personas por km².

## Geografía
Lindy se encuentra ubicado en las coordenadas 42°44′6″N 97°45′00″O / 42.73500, -97.75000. Según la Oficina del Censo de los Estados Unidos, Lindy tiene una superficie total de 2.59 km², de la cual 2.59 km² corresponden a tierra firme y (0%) 0 km² es agua.

## Demografía
Según el censo de 2010, había 13 personas residiendo en Lindy. La densidad de población era de 5,01 hab./km². De los 13 habitantes, Lindy estaba compuesto por el 92.31% blancos, el 0% eran afroamericanos, el 7.69% eran amerindios, el 0% eran asiáticos, el 0% eran isleños del Pacífico, el 0% eran de otras razas y el 0% pertenecían a dos o más razas. Del total de la población el 7.69% eran hispanos o latinos de cualquier raza.